# Babięty Wielkie (jezioro)
Babięty Wielkie (Babięty, Babant, Babant Wielki, Babant Duży) – jezioro w Polsce położone w województwie warmińsko-mazurskim, w powiecie szczycieńskim, w gminie Dźwierzuty.

## Dane
- Powierzchnia – 264 ha
- Głębokość maksymalna – 65 m
- Głębokość średnia – ? m
- Długość maksymalna – 5 km
- Szerokość maksymalna – 1,1 km
- Długość linii brzegowej – 12,8 km
- Położenie lustra wody – 141,2 m n.p.m.
- Typ – sielawowe
- Jezioro jest hydrologicznie owarte poprzez cieki:
  - w północnym krańcu wpływa do niego struga z jeziora Stromek
  - z północy wypływa rzeczka do Babięt Małych
  - do zachodniej zatoki wpływa struga z jeziora Rańskiego
  - na południu wpływa rzeczka z jeziora Słupek

## Opis
Ukształtowanie terenu wokół jeziora jest bardzo zróżnicowane. Brzegi w części północnej jeziora są płaskie i częściowo pagórkowate, wschodnie dość strome, a pozostałe wysokie. Prawie całe jezioro otaczają lasy, tylko od strony północno-zachodniej przylegają pola uprawne i łąki. Przy północnym krańcu jeziora leży osada Śledzie, a przy południowym była leśniczówka Rańsk.
Brzegi porośnięte lasem, pola i łąki.
Spadki dna stromo schodzą do osi podłużnej jeziora, prawie równomiernie z obydwu jego stron. Jedynie w środkowej części jeziora, przy brzegach zachodnim i wschodnim, gdzie znajdują się dwie okrągławe zatoki oraz na końcach północnych ławica przybrzeżna jest szersza, o łagodnym spadku. Dno i partie przybrzeżne jeziora są piaszczyste, miejscami tylko zamulone. Woda w ciągu całego roku zachowuje dużą przejrzystość, jest dość zimna i dobrze natleniona. Roślinność wodna wynurzona dość dobrze rozwinięta, w partiach przybrzeżnych – oczerety. Roślinność zanurzona dobrze rozwinięta tylko w wypłyconych zatokach i wzdłuż brzegów jeziora.
Do jeziora można dojechać drogą wojewódzką nr 600 ze Szczytna w kierunku Mrągowa, następnie w miejscowości Rańsk należy skręcić w prawo do miejscowości Jeleniowo. Jezioro będzie widoczne po lewej stronie szosy.

## Turystyka
- Kajak

Jezioro leży ono na wodnym szlaku turystycznym Sorkwity – Jezioro Nidzkie
- Wędkarstwo

Ichtiofauna bardzo bogata, w jeziorze występuje sielawa, sieja, ukleja, płoć, leszcz, krąp, okoń, szczupak, sandacz, miętus, węgorz, jazgarz, wzdręga i lin. Populacja okonia jest bardzo liczna, co jest typowe dla jezior typu sielawowego. Trafiają się bardzo duże osobniki tego gatunku. W jeziorze występują też duże szczupaki – "sielawowe". Populacje ryb i możliwości ich połowu w jeziorze należy uznać za dobre.
- Pływanie

Woda jest czysta, choć stan się pogarsza. Jedna z przyczyn to brudna woda wpadająca z Jeziora Rańskiego.
- Biwak

Dwa pola biwakowe, na które można się dostać jadąc z miejscowości Rańsk do Jeleniewa. W okresie letniego sezonu na wyznaczonych polach biwakowych można rozbić namiot. Sprzęt pływający można wypożyczyć w sklepie, w pobliskim Jeleniowie.